# District de Miri
Le district de Miri (malais : Daerah Miri) est un district administratif de l'État malaisien du Sarawak, qui fait partie de la Division de Miri. La capitale du district est dans la ville de Miri.

### Liens connexes
- Districts de Malaisie